# Relevé individuel d'activité et de prescriptions
 (octobre 2009).
Le Relevé individuel d'activité et de prescriptions (RIAP) est un récapitulatif envoyé tous les trois mois par les Caisses primaires d'assurance maladie aux médecins, sages-femmes et chirurgiens-dentistes sur lequel sont indiqués notamment le nombre de consultations, de visites à domicile, les prescriptions d'infirmiers, de pharmacie, de kinésithérapeute, de biologie, les arrêts maladie, le pourcentage de génériques, de patients en ALD (affection longue durée), de CMU ainsi que le taux URSSAF.